# Erebia zapateri
Erebia zapateri är en fjärilsart som beskrevs av Charles Oberthür 1875. Erebia zapateri ingår i släktet Erebia och familjen praktfjärilar. IUCN kategoriserar arten globalt som livskraftig. Inga underarter finns listade i Catalogue of Life.

## Bildgalleri

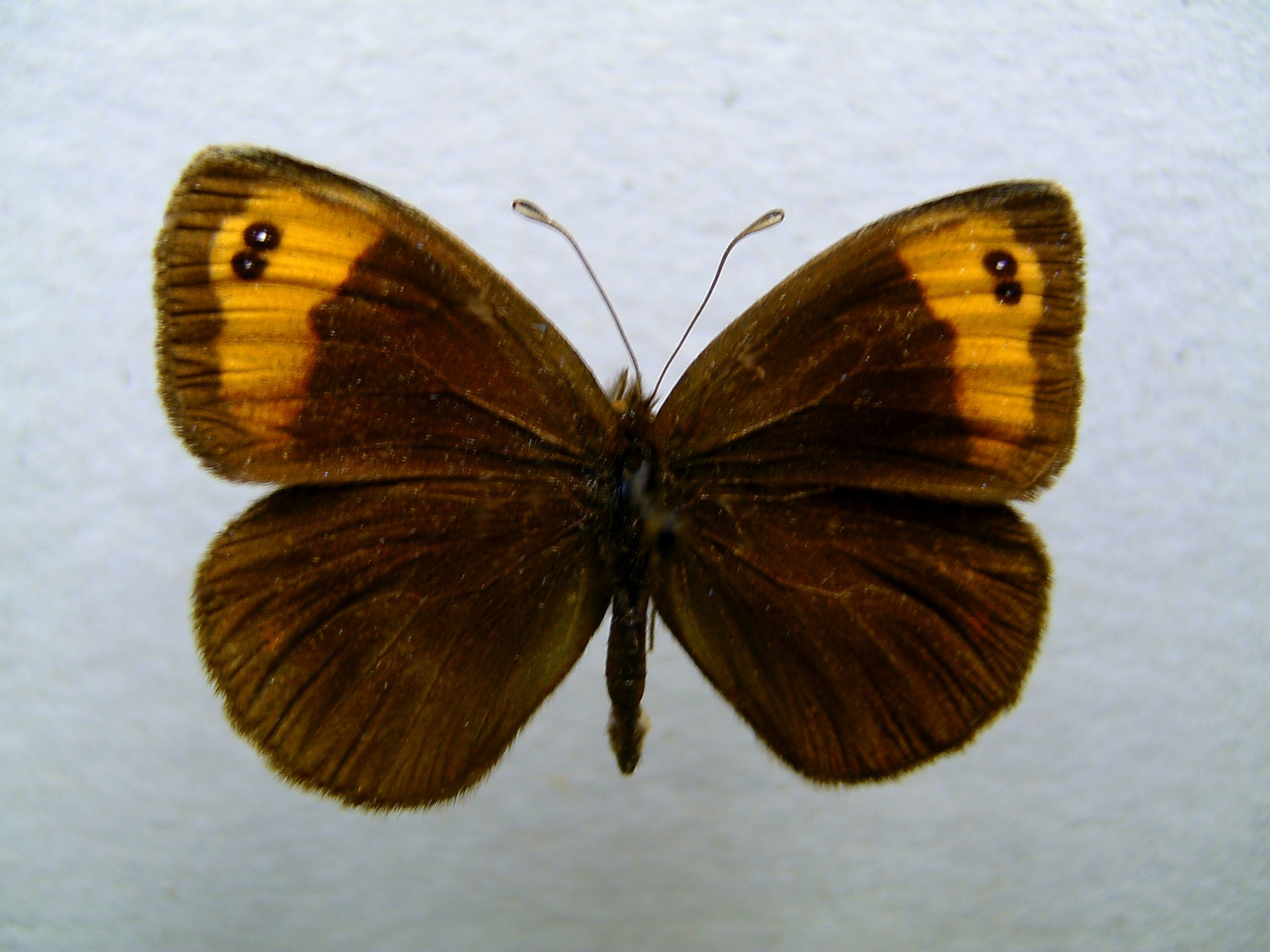